# Филодендрон
Филодендрон (Philodendron) е голям род цъфтящи растения от семейство Змиярникови (Araceae). Той е вторият по големина род в семейството с около 500 – 900 одобрени вида. Много от видовете се отглеждат като декоративни и стайни растения. Името произлиза от гръцките думи philo – „любов, обич“ и dendron – „дърво“.

## Разпространение и местообитание
Филодендронът е ендемичен за частите от Мексико до тропическа Америка. Може да се види още и в Австралия, Тихоокеанските острови и Азия, където най-вероятно е бил внесен или докаран случайно.
Повечето от видовете растат в тропическите гори, но могат да бъдат открити в блатата и по бреговете на реките, край пътищата и по скалните издатини. Те растат на височина до 2000 м над морското равнище, но повечето предпочитат ниския планински пояс и низините. Растенията от този род често се катерят по други растения или дървета, използвайки въздушни корени. Те също растат масово по пътищата.

## Класификация
Някои от по-известните видове в рода са:
- Philodendron acutatum Schott
- Philodendron alliodorum Croat & Grayum
- Philodendron appendiculatum Nadruz & Mayo
- Philodendron auriculatum Standl. & L. O. Williams
- Philodendron balaoanum Engl.
- Philodendron bipennifolium Schott
- Philodendron chimboanum Engl.
- Philodendron consanguineum Schott
- Philodendron cordatum (Vell.) Kunth
- Philodendron crassinervium Lindl.
- Philodendron cruentospathum Madison
- Philodendron davidsonii Croat
- Philodendron devansayeanum L. Linden
- Philodendron domesticum G. S. Bunting
- Philodendron duckei Croat & Grayum
- Philodendron ensifolium Croat & Grayum
- Philodendron erubescens K. Koch & Augustin
- Philodendron eximium Schott
- Philodendron fragrantissimum (Hook.) G. Don in Sweet
- Philodendron ferrugineum Croat
- Philodendron giganteum Schott
- Philodendron gigas Croat
- Philodendron gloriosum André
- Philodendron gualeanum Engl.
- Philodendron hastatum K. Koch & Sello
- Philodendron hederaceum (Jacq.) Schott
- Philodendron herbaceum Croat & Grayum
- Philodendron hooveri Croat & Grayum
- Philodendron imbe Schott ex Endl.
- Philodendron jacquinii Schott
- Philodendron lacerum (Jacq.) Schott
- Philodendron lingulatum (L.) K. Koch
- Philodendron mamei André
- Philodendron marginatum Urban
- Philodendron martianum Engl.
- Philodendron mayoii Symon Mayo
- Philodendron maximum K. Krause
- Philodendron melanochrysum Linden & André
- Philodendron microstictum Standl. & L. O. Williams
- Philodendron musifolium Engl.
- Philodendron nanegalense Engl.
- Philodendron opacum Croat & Grayum
- Philodendron ornatum Schott
- Philodendron pachycaule K. Krause
- Philodendron panduriforme (Kunth) Kunth
- Philodendron pedatum (Hook.) Kunth
- Philodendron pinnatifidum (Jacq.) Schott
- Philodendron pogonocaule Madison
- Philodendron pterotum K.Koch & Augustin
- Philodendron quitense Engl.
- Philodendron radiatum Schott
- Philodendron recurvifolium Schott
- Philodendron renauxii Reitz
- Philodendron riparium Engl.
- Philodendron robustum Schott
- Philodendron rugosum Bogner & G.S.Bunting
- Philodendron sagittifolium Liebm.
- Philodendron santa leopoldina Liebm.
- Philodendron sphalerum Schott
- Philodendron squamiferum Poepp.
- Philodendron standleyi Grayum
- Philodendron tatei Krause
- Philodendron tripartitum (Jacq.) Schott
- Philodendron validinervium Engl.
- Philodendron ventricosum Madison
- Philodendron verrucosum L. Mathieu ex Schott
- Philodendron victoriae G.S. Bunting
- Philodendron warscewiczii K. Koch & C. D. Bouché
- Philodendron wendlandii Schott